# 纳伊姆·苏莱曼奥卢
纳伊姆·苏莱曼奥卢（Naim Süleymanoğlu，1967年1月23日—2017年11月18日），原名纳伊姆·苏莱曼诺夫（Наим Сюлейманов），又名纳乌姆·沙拉曼诺夫（Наум Шаламанов），保加利亚出身的土耳其举重运动员，3次奥运会冠军、7次世锦赛冠军，46次打破世界纪录。
苏莱曼诺夫出生于保加利亚的一个土耳其族家庭，16岁时即打破世界纪录，由于其身高仅有1米47，被誉为“袖珍赫拉克勒斯”。由于保加利亚当局强行要求境内的土耳其少数民族必须采用斯拉夫姓名，苏莱曼诺夫被迫改名为“沙拉曼诺夫”。
1986年，趁代表保加利亚出战墨尔本世锦赛之机，沙拉曼诺夫叛逃至土耳其，他宣布加入土耳其国籍，并将姓改为土耳其式的“苏莱曼奥卢”。保加利亚和土耳其两国为苏莱曼奥卢究竟代表何国出战进行了长时间的争论。最后，在苏莱曼奥卢两年不参加国际比赛，以及土耳其方面支付一百万美元赔偿金的情况下，保加利亚终于同意苏莱曼奥卢参加1988年夏季奥林匹克运动会。在夺得了奥运会冠军后，苏莱曼奥卢于次年宣布退役。
1991年，苏莱曼奥卢宣布复出，连续拿下1992年夏季奥林匹克运动会和1996年夏季奥林匹克运动会后，在2000年夏季奥林匹克运动会上，他抓举145公斤三次均失败，未能获得奖牌。赛后，他又一次宣布退役。
2017年9月25日，蘇萊曼諾爾古確診患上肝衰竭，並在10月6日進行肝臟移殖手術。2017年11月11日，病情開始惡化，腦部開始出血，其後更出現浮腫，最終於18日不治。